# 미쓰네촌
미쓰네촌(三根村)은 도쿄도 하치조 지청 관내에 설치되었던 촌이다. 현재의 하치조정 북부에 해당한다.